# Zoo de la ville de Kyoto
Le zoo de la ville de Kyoto (京都市動物園) est un zoo situé à Kyoto, dans le quartier de Sakyō. Il a été fondé en 1903, ce qui en fait le second plus ancien zoo du pays, après le zoo d'Ueno à Tokyo.
Le zoo de Kyoto fait partie de l'Association mondiale des zoos et aquariums (WAZA).

## Historique

### Premières années
Le zoo municipal de Kyoto a été ouvert au public le 1er avril 1903. Le site hébergeait alors 238 animaux, représentant une soixantaine d'espèces. La superficie totale du zoo était de 3,5 hectares et le zoo a accueilli 6 591 visiteurs le jour de son ouverture.
Un premier ouvrage sur le zoo a été publié en 1905. Un recensement effectué à l'occasion du dixième anniversaire du zoo identifiait 274 individus, représentant 156 espèces.
En 1923, le zoo se dote d'une salle des éléphants, ce qui lui a permis de transférer ses pachydermes de locaux temporaires vers des locaux permanents. En 1927, la salle Hippopotame est inaugurée.

### La Seconde Guerre mondiale
En 1940, la population du zoo s'élevait à 965 individus, représentant 209 espèces. Au cours de la Seconde Guerre mondiale, les militaires ont donné l'ordre de tuer de grands carnivores ; d’autres animaux sont morts de faim, de malnutrition et de froid. À la fin de la guerre, il ne restait au zoo que 274 individus de 72 espèces. La partie sud du zoo a été reprise par les forces d'occupation, qui n'ont quitté le zoo qu'en 1952.

### Les années 1950-90
En 1953, le zoo inaugure la salle des girafes, ainsi qu'un aquarium d'eau salée. Toutefois, l'aquarium sera supprimé en 1968. En 1954, c'est l'étang aux lions de mer qui est achevé. À cette occasion, le zoo propose sa première « école d'été », fréquentée alors par 180 étudiants.
« Fairyland » a été ouvert en 1955 ; ce parc d'attractions comprend une grande roue, un train amusant et des auto-tamponneuses en forme de personnages populaires.
La salle des singes a été construite en 1969 et la salle des reptiles en 1974. La salle du panda roux a été terminée en 1980 et la volière en forme de dôme (pavillon des oiseaux d'eau) a ouvert en 1983. Cette volière mesure 21 mètres de diamètre et 11 mètres de haut à son point central.
De nouvelles expositions voient le jour avec la salle des oiseaux (1985), la salle Senow (1988) et la salle Kyotaro (1989 - abritant les orangs-outans).
Enfin, 1989 a vu le début de l'opération de sauvetage de la faune, même si le Wildlife Rescue Centre n'a été achevé qu'en 1990. La Beast Room a été achevée en 1993.

### Histoire récente
En 2003, un siècle après sa création, le zoo abritait 721 individus représentant 175 espèces. Le zoo a fini la salle des singes en 2004, et une nouvelle salle des singes, ainsi qu'une nouvelle entrée ont vu le jour en 2009.
En 2005, les installations ont été repensées.

## Animaux
Les animaux du zoo comprennent, notamment, des lions, des tigres, des  ours, des jaguars, des hippopotames, des girafes, des zèbres, des cerfs, des lamas, des gorilles, des orangs-outans, des chimpanzés, une grande variété de singes, des pandas roux, des chiens viverrins, des renards, des autruches, des grues, des cygnes, des canards, des flamants roses, des aigles, des faucons, des paons, des serpents, des manchots de Humboldt et des lions de mer.

## Autres installations

### Salle de données animales
La salle de données sur les animaux comprend des squelettes et d'autres informations sur les anciens résidents du zoo. Cette attraction a débuté en 1982 avec des informations sur les pandas roux, et des informations sur les tigres ont été ajoutées en 2010 (année du tigre).

### Zoo pour enfants
Un zoo pour enfants a ouvert ses portes en 1955 et permet aux visiteurs d'observer les animaux de près et même de les toucher. Les animaux de cette zone comprennent des lapins, des cochons d'Inde, des cochons miniatures, des chèvres, des Tortues terrestres, un âne, des cacatoès, des poules, des canards, une chouette de l'Oural et des manchots sauteurs.

## Sauvetage de la faune
Le zoo comprend un centre de sauvetage de la faune sauvage ouvert en 1989 et géré en coopération avec la préfecture de Kyoto et la ville de Kyoto. Le centre apporte son aide aux animaux sauvages blessés et les relâche une fois guéris. Le centre de secours n'est pas ouvert au public.

## Incidents et critiques
En 1932, un lion dut être abattu après s'être échappé du zoo.
En 2007, la société de protection des animaux « Animal Concerns Research and Education Society » a mené une enquête sur les conditions de vie des ours polaires dans les 24 zoos japonais qui les élèvent et a conclu que tous, y compris le zoo de Kyoto, enfreignaient les normes canadiennes en matière de protection et de soin des animaux. À l'occasion de la publication de leurs conclusions, l'association a classé le zoo de Kyoto comme une installation présentant des sujets d'inquiétudes.
En 2008, un gardien de zoo a été tué par un tigre alors qu'il nettoyait sa cage.